# Kasakhere
Kasakherne er et folk fra de nordlige delene af Centralasien. Befolkningen er størst i Kasakhstan, men de findes tillige i Usbekistan, Kina, Rusland og Mongoliet.

## Navnets oprindelse
Befolkningens navn har oprindelse i det tyrkiske ord Qazaq, som betyder "uafhængig" eller "fri". Kasakherne begyndte at bruge dette navn om sig selv i 14- eller 1500-tallet. Der findes også en anden teori på navnets oprindelse - at det skulle betyde "den hvide gås", idet Qaz betyder "gås" og aq betyder "hvid". Ifølge denne teori er navnet knyttet til en legende, hvorefter en hvid gås flyver over de store centralasiatiske stepper og bliver frugtbar af solens stråler og føder den første kasakh. Folket skal ikke  forveksles med Kosakker.

## Kultur
Kasakherne er et steppefolk, som har befolket de enorme områder mellem Sibirien og Sortehavet. De har været besatte først af mongoler fra øst og tyrkere fra vest, siden også af russere fra nord. Alligevel har de formået at opretholde deres levevis. Sproget er en del af den tyrkiske sproggruppe. Kasakhisk er hovedsproget, men kasakherne taler også usbekisk i Usbekistan, kirgisisk i Kirgisistan, tatarsprog i dele af Rusland og andre områder med tatarer, turkmensk i Turkmenistan, og flere andre. Som de fleste tyrkiske sprog skelner kasakhisk ikke mellem lange og korte vokaler.

## Skriftsprog
Det kasakhiske skriftsprog har været præget af skiftende regimer i de områder, hvor kasakherne har levet. De første tekster er på arabisk, siden kom russerne og indførte kyrillisk. I 1927 fulgte en kort periode med det latinske alfabet, før Stalin indførte det kyrilliske alfabet igen i 1940. I dag er kasakhisk eller kasaksprog sammen med russisk officielt sprog i Kasakhstan. Sproget bruges også i en region i Xinjiang i Kina og i dele af Mongoliet.

## Religion
Religionen er traditionelt sunnitisk muslimsk, men religionen blev stærkt svækket under russisk og kommunistisk indflydelse. Efter kommunismens fald er der imidlertid gjort forsøg på revitalisere islam og de religiøse institutioner.